# Simpecado

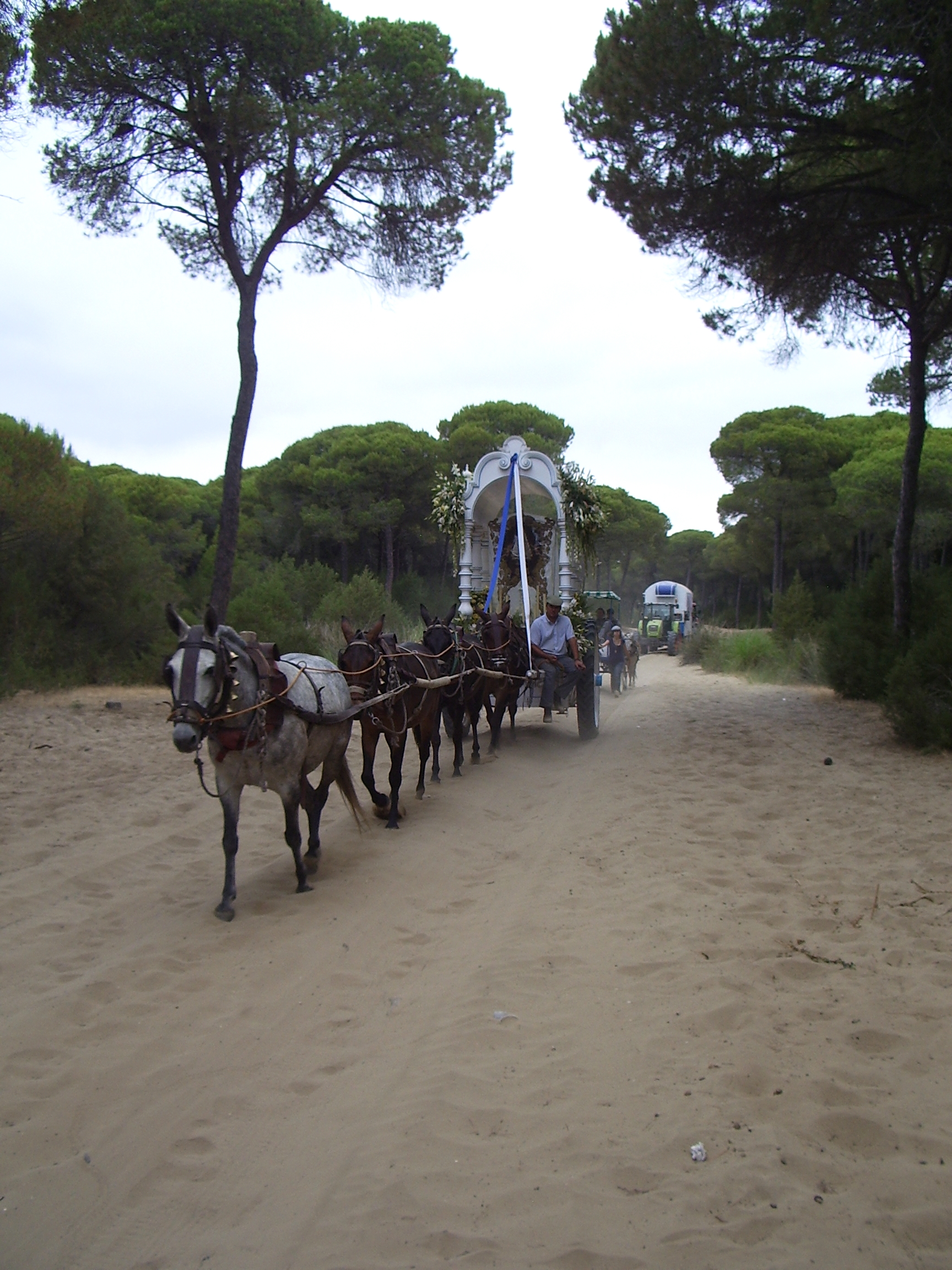
Simpecado cruzando el parque nacional de Doñana (Almonte)

El simpecado es un tipo de bandera o insignia que en las procesiones figura en la sección de cofradías de la Virgen, y que ostenta el lema "sine labe concepta", es decir "Sin pecado concebida", o bien contiene una figura de la Inmaculada. 
El nombre tiene origen medieval y se deriva de los estandartes que portaban las procesiones religiosas que reivindicaban la Inmaculada Concepción de la Virgen, y en los que se solían hacer constar la misma expresión "Sine Labe Concepta": Sin Pecado Concebida.
En el caso de las hermandades del Rocío, el simpecado, que descansa en la Casa Hermandad durante todo el año, es portado por la hermandad sobre una carreta especialmente preparada al efecto, tirada por bueyes, durante el camino hacia la aldea, para ser presentado a la Virgen del Rocío en la fiesta de Pentecostés